# Zenillia anomala
Zenillia anomala là một loài ruồi trong họ Tachinidae.